# Ōtemachi (metropolitana di Tokyo)
Ōtemachi (大手町駅?, Ōtemachi-eki) è una stazione della metropolitana di Tokyo, si trova a Chiyoda. La stazione è servita sia dalle linee della Tokyo Metro che da quelle della Toei. È la terza stazione della metropolitana di Tokyo per numero di utenti e quella che offre più interscambi, con ben 5 linee.

## Linee
Tokyo Metro
 Linea Chiyoda
 Linea Marunouchi
 Linea Tōzai
 Linea Hanzōmon
 Toei
 Linea Mita

## Struttura
Il nodo di interscambio di Ōtemachi è costituito da cinque stazioni sotterranee, poste nella zona nord-ovest della stazione di Tokyo interconnesse fra loro. Fra le quattro stazioni della Tokyo Metro è possibile l'interscambio senza uscire dai tornelli.

### Tokyo Metro
| Binario | Linea            | Destinazioni                                        |
| ------- | ---------------- | --------------------------------------------------- |
| 1       | Linea Marunouchi | per Ginza, Shinjuku e Ogikubo                       |
| 2       | Linea Marunouchi | per Kōrakuen e Ikebukuro                            |
| 3       | Linea Tōzai      | per Nishi-Funabashi, Tsudanuma e Tōyō-Katsutadai    |
| 4       | Linea Tōzai      | per Iidabashi, Nakano e Mitaka                      |
| 5       | Linea Chiyoda    | per Kasumigaseki, Yoyogi-Uehara e Karakida          |
| 6       | Linea Chiyoda    | per Kitasenju, Ayase e Toride                       |
| 7       | Linea Hanzōmon   | per Kudanshita, Shibuya e Chūō-Rinkan               |
| 8       | Linea Hanzōmon   | per Mitsukoshimae, Oshiage, Kuki e Minami-Kurihashi |

### Toei
La Toei gestisce la linea Mita, che si trova poco a sud della stazione della linea Chiyoda. Per interscambiare con le altre quattro linee è necessario uscire e rientrare dai tornelli.
| Binario | Linea      | Destinazioni                                                |
| ------- | ---------- | ----------------------------------------------------------- |
| 1       | Linea Mita | per Hibiya, Shirokane-Takanawa, Meguro e linea Tōkyū Meguro |
| 2       | Linea Mita | per Suidōbashi, Sugamo e Nishi-Takashimadaira               |

## Stazioni adiacenti
| «                | Servizio                       | »                |
| Linea Marunouchi | Linea Marunouchi               | Linea Marunouchi |
| ---------------- | ------------------------------ | ---------------- |
| Tokyo            | -                              | Awajichō         |
| Linea Tōzai      |                                |                  |
| Takebashi        | Locale Rapido Rapido pendolari | Nihombashi       |
| Linea Chiyoda    |                                |                  |
| Nijūbashimae     | -                              | Shin-Ochanomizu  |
| Linea Hanzōmon   |                                |                  |
| Jimbōchō         | -                              | Mitsukoshimae    |
| Linea Mita       |                                |                  |
| Hibiya           | -                              | Jimbōchō         |